# Gunung Subang
Gunung Subang är ett berg i Indonesien. Det ligger i den västra delen av landet, 220 km sydost om huvudstaden Jakarta. Toppen på Gunung Subang är 1 206 meter över havet, eller 288 meter över den omgivande terrängen. Bredden vid basen är 4,9 km.
Terrängen runt Gunung Subang är huvudsakligen kuperad.Runt Gunung Subang är det tätbefolkat, med 319 invånare per kvadratkilometer. I omgivningarna runt Gunung Subang växer i huvudsak städsegrön lövskog.